# 단일오순절교
단일오순절교(單一五旬節敎, 영어: Oneness Pentecostalism)는 오순절운동을 표방하는 반삼위일체 기독교 계열 교파이다. 1914년에 처음 설립되었으며 현재 240만여 명의 교세를 가지고 있다.
성부와 성자와 성령이 서로 다른 개체를 가지고 있다고 믿으며, 양태론적 교리를 가지고 있다. 또한 구원론에서 기존의 기독교 교단과 차이를 보인다. 죄에서 구원 받기 위한 필수 요소로 세례와 방언을 꼽는다. 삼위일체론을 인정하지 않아, 주류 기독교단에서는 이단으로 규정한다.

## 같이 보기
- 찰스 퍼햄
- 반삼위일체론
- 양태론
- 교황 갈리스토 1세
- 교황 제피리노
- 방언